# Trịnh Đạt Luân
Trịnh Đạt Luân (sinh ngày 11 tháng 2 năm 1994) là một cầu thủ bóng đá người Trung Quốc hiện tại thi đấu cho đội bóng Giải bóng đá Ngoại hạng Trung Quốc Thiên Tân Thiên Hải.

## Sự nghiệp câu lạc bộ
Năm 2011, Trịnh Đạt Luân bắt đầu sự nghiệp bóng đá chuyên nghiệp khi anh được cho đội hình của Thượng Hải Trung Bang mượn cho chiến dịch Giải hạng Ba Trung Quốc 2011. Năm 2013, anh gia nhập đội bóng tân binh của Giải bóng đá Ngoại hạng Trung Quốc Thượng Hải Đông Á. Ngày 21 tháng 5 năm 2013, anh có trận đấu ra mắt cho Thượng Hải Đông Á trong trận gặp Trùng Khánh Lực Phàm ở vòng thứ ba Cúp FA Trung Quốc 2013. Ngày 27 tháng 9 năm 2013, anh có màn ra mắt Giải bóng đá Ngoại hạng Trung Quốc trong chiến thắng 6-1 trên sân nhà trước Thanh Đảo Trung Năng, vào sân từ băng ghế dự bị thay cho Luis Cabezas ở phút 80. 5 phút sau khi vào sân trong trận đấu, anh ghi bàn thắng đầu tiên cho Thượng Hải Đông Á.
Ngày 9 tháng 7 năm 2015, Trịnh Đạt Luân được cho đội bóng Giải hạng Nhất Trung Quốc Thiên Tân Tùng Giang mượn đến ngày 31 tháng 12 năm 2015. Anh đã chuyển nhượng vĩnh viễn tới Thiên Tân Quyền Kiện vào ngày 11 tháng 2 năm 2016 sau khi Quyền Kiện Nature Medicine tiếp quản câu lạc bộ.

## Thống kê sự nghiệp câu lạc bộ
Thống kê chính xác tính đến trận đấu diễn ra ngày 11 tháng 11 năm 2018 
| Thành tích câu lạc bộ | Thành tích câu lạc bộ | Thành tích câu lạc bộ              | Giải đấu | Giải đấu  | Cúp     | Cúp       | Cúp Liên đoàn | Cúp Liên đoàn | Châu lục | Châu lục  | Tổng cộng | Tổng cộng |
| Mùa giải              | Câu lạc bộ            | Giải đấu                           | Số trận  | Bàn thắng | Số trận | Bàn thắng | Số trận       | Bàn thắng     | Số trận  | Bàn thắng | Số trận   | Bàn thắng |
| Trung Quốc            | Trung Quốc            | Trung Quốc                         | Giải đấu | Giải đấu  | Cúp FA  | Cúp FA    | Cúp CSL       | Cúp CSL       | Châu Á   | Châu Á    | Tổng cộng | Tổng cộng |
| --------------------- | --------------------- | ---------------------------------- | -------- | --------- | ------- | --------- | ------------- | ------------- | -------- | --------- | --------- | --------- |
| 2011                  | Thượng Hải Trung Bang | Giải hạng Ba Trung Quốc            |          |           | -       | -         | -             | -             | -        | -         |           |           |
| 2012                  | Thượng Hải Trung Bang | Giải hạng Ba Trung Quốc            |          |           | 0       | 0         | -             | -             | -        | -         |           |           |
| 2013                  | Thượng Hải Đông Á     | Giải bóng đá Ngoại hạng Trung Quốc | 4        | 1         | 2       | 0         | -             | -             | -        | -         | 6         | 1         |
| 2014                  | Thượng Hải Đông Á     | Giải bóng đá Ngoại hạng Trung Quốc | 3        | 0         | 1       | 0         | -             | -             | -        | -         | 4         | 0         |
| 2015                  | Thượng Hải Đông Á     | Giải bóng đá Ngoại hạng Trung Quốc | 0        | 0         | 1       | 0         | -             | -             | -        | -         | 1         | 0         |
| 2015                  | Thiên Tân Quyền Kiện  | Giải hạng Nhất Trung Quốc          | 10       | 0         | 0       | 0         | -             | -             | -        | -         | 10        | 0         |
| 2016                  | Thiên Tân Quyền Kiện  | Giải hạng Nhất Trung Quốc          | 22       | 0         | 5       | 2         | -             | -             | -        | -         | 27        | 2         |
| 2017                  | Thiên Tân Quyền Kiện  | Giải bóng đá Ngoại hạng Trung Quốc | 27       | 6         | 4       | 0         | -             | -             | -        | -         | 31        | 6         |
| 2018                  | Thiên Tân Quyền Kiện  | Giải bóng đá Ngoại hạng Trung Quốc | 20       | 1         | 0       | 0         | -             | -             | 8        | 0         | 28        | 1         |
| Tổng cộng             | Trung Quốc            | Trung Quốc                         | 86       | 8         | 13      | 2         | 0             | 0             | 8        | 0         | 107       | 10        |